# Алексенцева, Нина Ефимовна
Нина Ефимовна Алексенцева (24 июня 1940 — 12 февраля 2008) — передовик советского сельского хозяйства, трактористка совхоза «Комсомольский» Павловского района Алтайского края, Герой Социалистического Труда (1971).

## Биография
Родилась в 1940 году в селе Нароватово, ныне Теньгушевского района республики Мордовии в рабочей семье.
В 1946 году вся семья переехала на постоянное место жительство в город Коломну, здесь отучилась в школе №20 и здесь вступила в ВЛКСМ. В апреле 1955 года переехали на освоение целинных земель в Алтайский край. С 1955 по 1960 годы работала рабочей отделения №3 Усть-Калманского совхоза.
В 1960 году вышла замуж и переехала в посёлок Комсомольский. Сначала работала разнорабочей, затем поступила на курсы механизаторов и с 1967 по 1988 годы работала механизатором совхоза "Комсомольский". Возглавляла женский механизированный отряд. 
В 1967 году показала второй результат среди механизаторов совхоза, намолотив 4255 центнеров зерна. Из год в год оставалась в передовиках производства.
Указом Президиума Верховного Совета СССР от 8 апреля 1971 года за получение высоких показателей в сельском хозяйстве и рекордные показатели в уборку урожая Нине Ефимовне Алексенцевой было присвоено звание Героя Социалистического Труда с вручением ордена Ленина и медали «Серп и Молот».
В дальнейшем продолжала работать механизатором, показывала высокие производственные результаты. В 1988 году вышла на пенсию. 
Делегат XXIV съезда КПСС, была депутатом Алтайского краевого Совета.  
Проживала в посёлке Комсомольский. Умерла 12 февраля 2008 года. 

## Награды
За трудовые успехи была удостоена:
- золотая звезда «Серп и Молот» (08.04.1971)
- орден Ленина (08.04.1971)
- Орден Трудового Красного Знамени
- другие медали.